# Pearl River (Luizjana)
Pearl River – miasto w Stanach Zjednoczonych, w stanie Luizjana, w parafii St. Tammany.